# Урочище Терське
Урочище Терське — ландшафтний заказник загальнодержавного значення розташований у Станично-Луганському районі (Луганська область).
123,9 га земель, у тому числі:
- 68,2 га земель державної власності, які перебувають у постійному користуванні державного підприємства «Станично-Луганське дослідне лісомисливське господарство»;
- 55,7 га земель державної власності (запас), які знаходяться поблизу села Чугинка.

Унікальний для малих річок степової зони України ландшафт із рідкісними угрупованнями. Місцезростання таких видів флори, занесених до Червоної книги України, як рябчик руський та тюльпан дібровний.

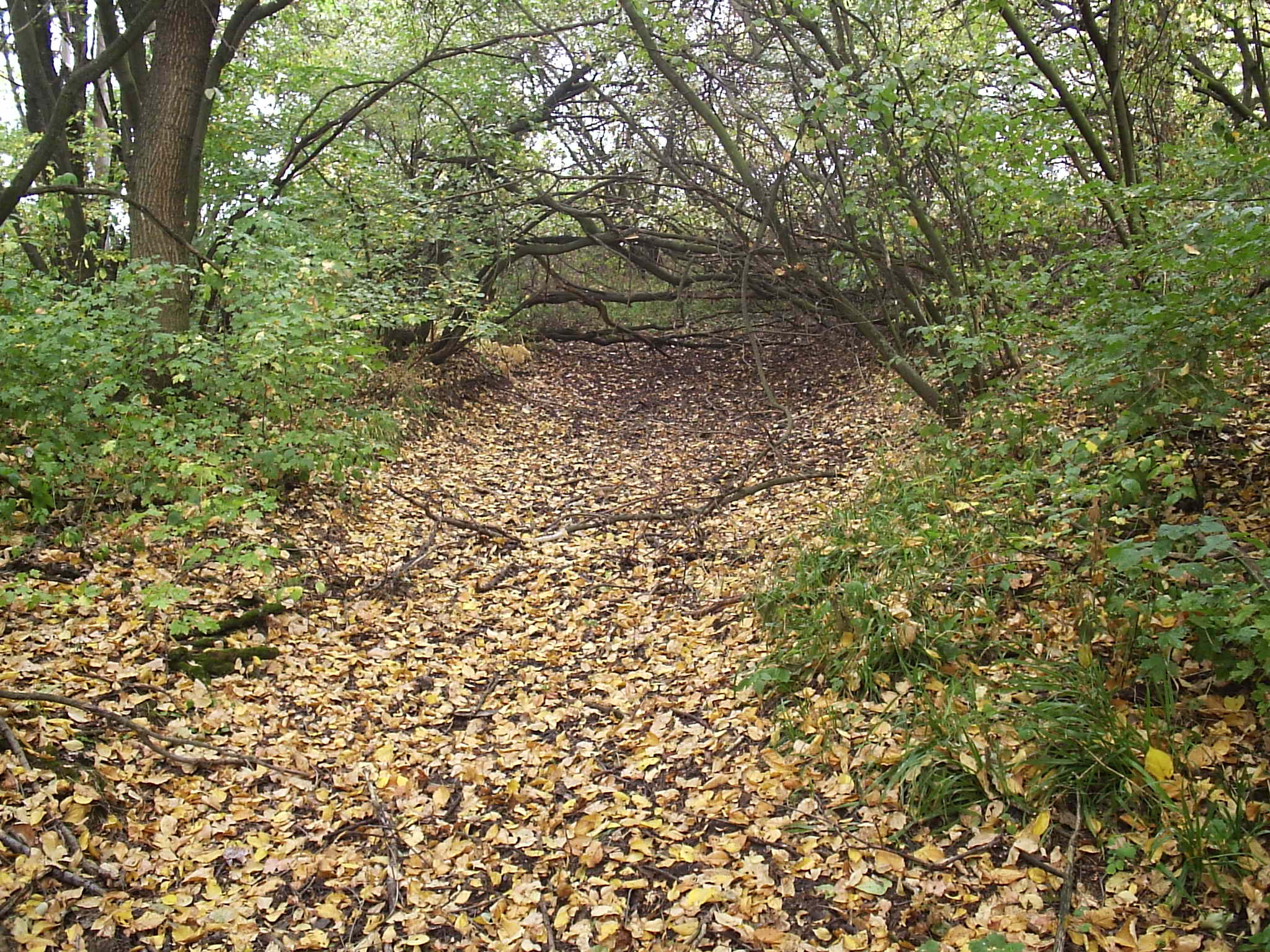